# كشاف (كرة قدم)
يحضر الكشاف مباريات كرة القدم نيابة عن الأندية لجمع المعلومات الاستخبارية. عادة، هناك نوعان من الكشافة لكرة القدم: كشافة للاعبين والكشافة التكتيكية.
يقوم كشافة اللاعبين أو الكشافة البدنية بتقييم موهبة لاعبي كرة القدم بهدف توقيعهم على عقد احترافي لأصحاب عملهم. يركز بعض الكشافة على اكتشاف اللاعبين الشباب الواعدين ونجوم المستقبل، والبعض الآخر يتم توظيفهم لتطبيق القاعدة على التعاقدات المحتملة. قد تقوم الأندية الأصغر بالاستكشاف داخل منطقتها في بلدها فقط، في حين أن الأندية الأكبر والأكثر ثراءً يمكن أن يكون لديها شبكات استطلاع دولية واسعة النطاق.
يقوم الكشافة التكتيكية بتقييم مباريات الخصوم المرتقبين للنادي وإعداد ملفات للاستعدادات التكتيكية لفرقهم. بدلاً من تحديد المواهب في هذه المباريات، يقوم الكشاف بتقييم الفريق وكل لاعب على حدة لتحديد التهديدات التكتيكية النسبية ونقاط الضعف في الخصم. عادة ما يكون الكشافة التكتيكيون موظفين بدوام كامل في الأندية حيث تعتبر معرفتهم ونتائجهم ثمينة بالنسبة للأندية.
يتم توظيف عدد قليل نسبيًا من كشافة كرة القدم بدوام كامل، حتى في أكبر الأندية المحترفة. بشكل عام، تتكون أعدادهم من قبل كشافة المواهب،  الغالبية العظمى منهم يعملون بدوام جزئي، وقد يوظف النادي عدة مئات من الكشافة، على سبيل المثال، أن فريق إشبيلية الإسباني في الدوري الإسباني لديها شبكة كشافية عالمية تضم حوالي 700 كشافة لاعبين. 